# Язык вражды

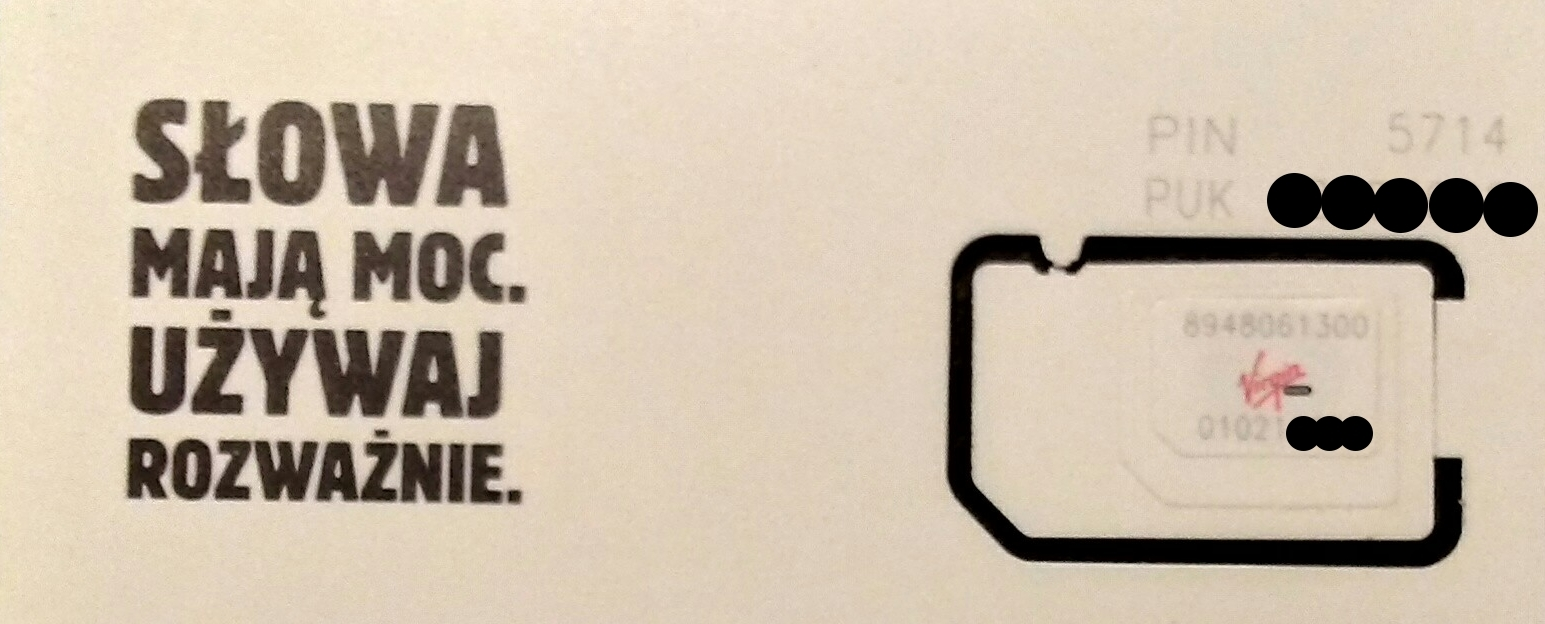
SIM-карта в Польше с лозунгом кампании против разжигания ненависти «Слова имеют силу, используй их с умом»

Язы́к вражды́, язык ненависти, рито́рика не́нависти (англ. hate speech) — совокупность языковых средств выражения и дискурсов резко отрицательного отношения к «врагам» — лицам иной расовой, национальной, религиозной или иной группы либо носителям иной системы культурных или субкультурных ценностей. Это явление может выступать как форма проявления расизма, ксенофобии, межнациональной вражды и нетерпимости, гомофобии и сексизма.
Комитет министров Совета Европы определяет «язык вражды» как все формы самовыражения, которые включают распространение, провоцирование, стимулирование или оправдание расовой ненависти, ксенофобии, антисемитизма или других видов ненависти на основе нетерпимости, включая нетерпимость в виде агрессивного национализма или этноцентризма, дискриминации или враждебности в отношении меньшинств, мигрантов и лиц с эмигрантскими корнями.
Понятие применяется в социологии, рассматривающей язык вражды в качестве механизма формирования и воспроизводства образов врага; в международном праве, в том числе в рамках работы Европейского суда по правам человека; в правозащитной деятельности, представители которой стремятся ограничить язык вражды или привлечь к ответственности применяющих его.

## Язык вражды в СМИ и соцсетях
Исследователь И. М. Дзялошинский представляет термин «язык вражды» как «всю совокупность текстов (а также заголовков, фотографий и иных элементов) СМИ, прямо или косвенно способствующих возбуждению национальной или религиозной вражды или хотя бы неприязни».
В большинстве случаев журналисты используют «язык вражды», не вкладывая в него намеренно того смысла, который, как получается в итоге, несёт текст. Одним из объектов враждебной риторики журналистов является этническая принадлежность. Выделяются следующие ошибки, допускаемые авторами публикаций:
1. Журналистская небрежность. Автор, не задумываясь, использует ненужные детали, которые могут в дальнейшем создавать негативное восприятие аудиторией конкретной социальной группы.
2. Некорректный заголовок. По мнению Галины Кожевниковой, заголовок — своего рода реклама. И он привлекает внимание читателя. В случае если он интересен, вероятнее всего, аудитория захочет познакомиться с публикацией. Нередки случаи, когда журналист использует броские заголовки, хотя при этом в самом материале никакой сенсационности нет.
3. Статистические «соблазны». Журналист гиперболизирует статистические данные для придания особой значимости своей публикации.
4. Смешение социальной проблематики и этнической риторики. Другими словами, одна проблема может обсуждаться в публикации исключительно в «национальных» рамках, хотя на самом деле рассматриваемый вопрос гораздо шире и не сводится к одной социальной группе.
5. Отрицание гражданства по этническому принципу. Например, журналист, говоря о человеке другой национальности и проживающем на территории конкретной страны, обозначает его как иностранца, не принимая во внимание наличие временной регистрации или гражданства.

### «Фейсбук» и «Инстаграм»
10 марта 2022 года в связи со вторжением России на Украину компания Meta, управляющая соцсетями «Фейсбук» и «Инстаграм», временно и локально снимает ограничения в отношении языка ненависти. В качестве примера высказывания, которое раньше было запрещено, а теперь разрешено, компания приводит фразу «смерть российским оккупантам». В Meta тем не менее обещают блокировать призывы к насилию в отношении всех россиян без различия.
Также в некоторых странах разрешат посты с пожеланиями смерти российскому и белорусскому президентам. В список стран, в которых будет действовать новая политика, входят Армения, Азербайджан, Венгрия, Грузия, Латвия, Литва, Польша, Россия, Румыния, Словакия, Украина и Эстония.

## Классификации

### Классификация А. М. Верховского
Существует несколько классификаций «языка вражды». Одну из них предлагает исследователь А. М. Верховский.
Жёсткий «язык вражды»
1. Прямые и непосредственные призывы к насилию.
2. Призывы к насилию с использованием общих лозунгов.
3. Прямые и непосредственные призывы к дискриминации.
4. Призывы к дискриминации в виде общих лозунгов.
5. Завуалированные призывы к насилию и дискриминации (к примеру, пропаганда положительного современного либо исторического опыта насилия или дискриминации).

Средний «язык вражды»
1. Оправдание исторических случаев дискриминации и насилия.
2. Публикации и высказывания, подвергающие сомнению общепризнанные исторические факты насилия и дискриминации.
3. Утверждения об исторических преступлениях той или иной этнической (или иной) группы.
4. Указание на связь какой-либо социальной группы с российскими и/или иностранными политическими и государственными структурами с целью её дискредитации.
5. Утверждение о криминальности той или иной этнической группы.
6. Рассуждения о непропорциональном превосходстве какой-либо этнической группы в материальном достатке, представительстве во властных структурах и т. д.
7. Обвинение в негативном влиянии какой-либо социальной группы на общество, государство.
8. Призывы не допустить закрепления в регионе (районе, городе и т. д.) определённых социальных групп.

Мягкий «язык вражды»
1. Создание негативного образа этнической группы.
2. Упоминание названий этнической группы в уничижительном контексте.
3. Утверждение о неполноценности этнической группы.
4. Утверждение о моральных недостатках этнической группы.
5. Упоминание социальной группы или её представителей как таковых в унизительном или оскорбительном контексте (к примеру, в криминальной хронике).
6. Цитирование ксенофобных высказываний или публикация подобного рода текстов без соответствующего комментария, определяющего размежевание между мнением интервьюируемого и позицией автора текста (журналиста); предоставление места в газете для явной националистической пропаганды без редакционного комментария или иной полемики.

### Классификация М. В. Кроза и Н. А. Ратиновой
Михаил Кроз (кандидат психологических наук, сотрудник Генпрокуратуры) и Наталья Ратинова (кандидат психологических наук) предлагают более упрощённую классификацию «языка вражды».
1. Ложная идентификация: формирование и подкрепление негативного этнического стереотипа, отрицательного образа нации, расы, религии и т. п.
2. Ложная атрибуция: приписывание враждебных действий и опасных намерений представителям какой-либо нации, расы, религии и т. п.
3. «Мнимая оборона»: побуждение к каким-либо действиям против определённой нации, расы, религии и т. п.

### Классификация Европейского университета
Ещё одну классификацию предлагают исследователи из Европейского университета (Санкт-Петербург).
1. Тексты с относительно мягким «языком вражды». Содержат признаки деления на «МЫ-группу» и «ОНИ-группу». Эти группы противопоставляются по ряду признаков, которые считаются постоянными и присущими всей группе в целом. Например, «все русские высокодуховны». Характеристики «ОНИ-группы» будут носить негативный оттенок и, наоборот, в случае с «МЫ-группой».
2. Тексты с относительно жёстким «языком вражды». Вместе с делением на «МЫ» и «ОНИ» содержат побудительные конструкции, которые призывают к негативным действиям в отношении «ОНИ-группы».

### Классификация А. А. Сычёва, Е. А. Коваль, Н. В. Жадуновой
1. Текстуальный язык вражды: объект характеризуется при помощи слов, жестов, изображений, которые имеют однозначные и устойчиво негативные смыслы.
2. Контекстуальный язык вражды: отдельные элементы текста приобретают уничижительное или оскорбительное значение лишь в общем контексте высказывания («чёрные», «дешёвый»). Достаточно распространённой разновидностью контекстуального языка вражды является использование иронии и сарказма.
3. Метаконтекстуальный язык вражды: весь текст, сам по себе нейтральный, приобретает уничижительное или оскорбительное значение лишь на фоне всего медийного дискурса. Так, если в заметках о преступлениях, совершённых мигрантами, всегда указывается их национальная принадлежность или гражданство, а в заметках о преступлениях, совершённых местными жителями, об этом не упоминается, у читателей формируется устойчивый стереотип «Все мигранты — преступники»[10].